# Pour rire !
Pour plus de détails, voir Fiche technique et Distribution.
Pour rire ! est un film français réalisé par Lucas Belvaux, sorti en 1997.

## Synopsis
Un homme découvre que sa femme a un amant. Pour mieux l'approcher, il simule une tentative de suicide en se jetant dans la Seine sous ses yeux. Le plan fonctionne comme prévu, l'homme plonge à son tour pour le sauver...

## Fiche technique
- Titre : Pour rire !
- Titre international : Just for Laughs
- Réalisation et scénario : Lucas Belvaux
- Pays d'origine :  France
- Distribution : Rezo Films
- Genre : comédie
- Musique : Riccardo Del Fra
- Durée : 100 minutes
- Date de sortie : 8 janvier 1997

## Distribution
- Ornella Muti : Alice
- Jean-Pierre Léaud : Nicolas/Pierre
- Antoine Chappey : Gaspard
- Tonie Marshall : Juliette
- Philippe Fretun : Charpin
- Bernard Mazzinghi : le procureur
- Philippe Saal : l'agent de la Santé
- Bernard Fau : Michel
- Macha Model : Romance
- Jacques Vendroux : le sauveteur
- Patricia Pilard: la femme du sauveteur
- Olivier Rouxel : le mécano de la mob
- Vincent Gardinier : le policier
- Patrick Ricaud : le serrurier
- Benoit Gautier : le marin
- Hélène Foubert : Maître Fourmond
- André Cazalas : le juge
- Sophie Meunier : la voix de Claire
- Françoise Lebrun : l'infirmière
- Benoît Poelvoorde : l'innocent
- Gilbert Duclos-Lassalle : lui-même

## Distinctions
Le film a été récompensé au Festival international du film de Thessalonique 1996 : meilleur scénario pour Lucas Belvaux et meilleur acteur pour Jean-Pierre Léaud.